# Ирокешки народи
Ирокешки народи су породица северноамеричких домородачких народа, који говоре језицима из ирокешке породице језика. Пре контакта са Европљанима насељавали су област око источних великих језера на територији североисточних америчких држава Њујорк, Пенсилванија, Охајо и југоисточних провинција Канаде, Онтарио и Квебек, а насељавали су и југоисточне америчке државе Вирџинију, Северну Каролину, Јужну Каролину, Џорџију и Тенеси.

## Класификација
Ирокешки народи се према језицима који говоре деле на:
- I) Северни ирокешки народи 
  - A) Језерски Ирокези
    - Ирокешка конфедерација (Ходиношони) и Сасквеханок
      - 1) Ирокези (Ирокешка конфедерација, Ходиношони) народ
        - Сенека-Кајуга племена
          - Сенека племе
          - Кајуга племе

        - Онандага племе
        - Онајда-Мохок племена
          - Онајда племе
          - Мохок (Мохак) племе

        - Таскарора племе (део који се придружио Ирокешкој конфедерацији)

      - 2) Сасквеханок (Сасквехана, Конестога) народ

    - Хуронски народи
      - 3) Хурон (Вендат, Атинванвантин)
      - 4) Петун (Тиононтати) у 17. веку уједињени са делом Хурона у хуронско племе Вајандот
      - 5) Венро (Венрохронон)
      - 6) Неутрал
      - 7) Ири

  - B) Сен Лоренски Ирокези
    - 8) Сен Лоренски Ирокези

  - C) Таскарора-Нотовеј
    - 9) Таскарора (већи део се прикључио Ирокешкој конфедерацији)
    - 10) Нотовеј
    - 11) Мехерин
- II) Јужни ирокешки народи
  - 12) Чироки

## Историја
У току дабрових ратова 1649. Ирокези (Ходиношони) су протерали Хуроне и Петуне из њихових домовина у близини језера Ири. Део преживелих Хурона је отишао далеко на север, у Квебек, а део се ујединио са Петунима у једно хуронско племе, Вајандот, које је отишло на југ у САД.
Између 1650. и 1655. Неутрали, Венрои и Ири су једни за другим уништени. Према значајном историјском извору Језуитским списима, Венрои су 1640-42 имали три села између Буфала и Рочестера. О Сасквеханоцима, Неутралима и Иријима постоји веома мало историјских докумената. Сасквеханоци и Ири су били војно снажни народи. Ове народе су Хурони називали Ативандаронк, што значи, они који разумеју језик.
До 1660. једино су Ирокези и Сасквеханоци остали не поражени. Док су остали ирокешки народи протерани из својих земаља, након чега су уједињавањем створили нове групе, као што је случај са делом Хурона и Петунима који су се ујединили у хуронско племе Вајандот или су се утопили у друге народе.